# The Black Parade Is Dead!
The Black Parade Is Dead! é um CD/DVD e álbum ao vivo da banda de americana de rock My Chemical Romance. É o segundo álbum ao vivo do grupo e foi lançado pela Reprise Records em 1º de julho de 2008.

## Contexto
O DVD marca a última performance do My Chemical Romance com sua persona fictícia de palco, a "Black Parade", encerrando assim essa fase específica de sua identidade artística e conceitual. Durante o show no Palacio de los Deportes, no México, em 7 de outubro de 2007, o grupo se apresentou pela última vez como os personagens da Black Parade, marcando o fim dessa era em que esse alter-ego era central para a identidade da banda. O DVD também conta com a gravação completa de My Chemical Romance no extinto restaurante e casa de shows Maxwell's em Hoboken, Nova Jérsia, em 24 de outubro de 2007. As faixas de áudio da performance no Palacio de los Deportes estão disponíveis no CD, e poderiam ser ouvidas na página oficial do MySpace da banda. O álbum alcançou a posição 7 na Billboard 200, vendendo 23.000 cópias. Em novembro de 2008, o álbum foi certificado como ouro pela RIAA.

## Sinopse
The Black Parade Is Dead! marca a última performance do MCR como seus personagens de palco, a Black Parade. A história de The Black Parade gira em torno de um personagem em estado terminal chamado The Patient ("O Paciente"), que reflete sobre eventos em sua vida, até quanto é confrontado pela Morte. No contexto do álbum, a morte se manifesta para a pessoa na forma de sua memória mais querida, a qual é a de seu pai levando-o para ver um desfile de uma banda marcial. No entanto, como mostrado por uma das capas do álbum, a Black Parade é composta por pessoas mortas. Portanto, o pai do Paciente está mostrando a ele a vida após a morte.
Durante as performances, os membros do My Chemical Romance vestiam-se com trajes que caracterizavam eles (MCR) como a banda fictícia (Black Parade). Semelhantes aos usados em bandas marciais, como uma forma de personificar o conceito da "Black Parade". No bumbo de umas das 3 baterias que Bob Bryar usa no concerto, é possível notar o desenho da personagem "Mother War", que é vista no videoclipe de "Welcome to the Black Parade", como uma pessoa com uma máscara respiratória, um saiote e longos cabelos brancos. O vocalista Gerard Way, que assume o papel de do Paciente, chega sendo carregado em uma maca, com um pijama hospitalar durante a execução da primeira música, "The End", e em certo momento, ele rasga sua vestimenta, para revelar o uniforme característico da Black Parade.
Gerard afirma na faixa "The Black Parade Is Dead!" que a apresentação no México foi a "última apresentação da Black Parade para sempre". O show é decorado com várias luzes e confetes. Espetáculos de pirotecnia foi utilizado durante a performance de "Mama" e "Famous Last Words". O filme termina com uma sequência de créditos apresentando a faixa oculta de The Black Parade, "Blood".
No DVD 2, é possível notar o My Chemical Romance performando uma música sem título, que nunca foi lançada oficialmente. No encarte do DVD ela é apenas mencionada como "Untitled" ("Sem título"). Em outubro de 2014, Gerard Way afirmou que a faixa no disco dois é chamada "Someone Out There Loves You". Isso foi revelado durante uma sessão "Ask Me Anything" (AMA) no Reddit, reportada pela Alternative Press.

## Promoção
| Críticas profissionais | Críticas profissionais |
| Avaliações da crítica  | Avaliações da crítica  |
| Fonte                  | Avaliação              |
| ---------------------- | ---------------------- |
| AllMusic               | [ 10 ]                 |
| BBC                    | (positive)             |
| IGN                    | 8.6/10                 |
| Kerrang!               | 5 de 5 estrelas.       |
| Rolling Stone          | [ 13 ]                 |
| Thrash Hits            | [ 14 ]                 |
| Sputnikmusic           | 3.5/5                  |

O site oficial do álbum foi lançado em 5 de maio de 2008 e esteve aberto para pedidos de todas as edições limitadas e edição padrão. Uma vez feito um pedido, o cliente ganha acesso para baixar três faixas gratuitas sem GDD: "Dead!", "Mama", "Welcome to the Black Parade". Essas faixas foram gravadas a partir da performance da banda no Palacio de los Deportes e estão presentes no próprio álbum. Além disso, para coincidir com o final da Black Parade, o site da Black Parade foi alterado. O disco foi disponibilizado para streaming em 29 de junho, antes de ser lançado em 1 de julho.

## Edições
Uma versão de edição limitada com todo o conteúdo do álbum, um atestado de óbito e uma máscara projetada por um dos membros da banda também estavam disponíveis. Esta edição é armazenada em uma caixa em forma de caixão. Há um total de cinco máscaras, uma projetada por cada membro, mas apenas uma está dentro da embalagem e é selecionada aleatoriamente. O álbum também está disponível em edições contento palavras explícitas e outra não.

## ¡Venganza!
Em março de 2009, a banda fez um anúncio em seu site oficial de que estavam lançando o conjunto de bis do show na Cidade do México, no qual eles vestiram roupas no estilo de Three Cheers For Sweet Revenge e montaram o palco como a turnê de Revenge, e tocaram nove músicas do disco. A edição física vinha com um colete, e os vídeos foram colocados em um pen drive especial em forma de projétil.

## Lista de faixas
Todas as músicas escritas e compostas por My Chemical Romance.
| No Palacio de los Deportes na Cidade do México, México em de 7 de outurbro de 2007 |                               |         |  |
| N.º                                                                                | Título                        | Duração |  |
| 1.                                                                                 | "The End."                    | 2:34    |  |
| 2.                                                                                 | "Dead!"                       | 3:17    |  |
| 3.                                                                                 | "This Is How I Disappear"     | 3:51    |  |
| 4.                                                                                 | "The Sharpest Lives"          | 3:18    |  |
| 5.                                                                                 | "Welcome to the Black Parade" | 5:06    |  |
| 6.                                                                                 | "I Don't Love You"            | 3:47    |  |
| 7.                                                                                 | "House of Wolves"             | 3:38    |  |
| 8.                                                                                 | "Interlude"                   | 1:01    |  |
| 9.                                                                                 | "Cancer"                      | 3:17    |  |
| 10.                                                                                | "Mama"                        | 5:21    |  |
| 11.                                                                                | "Sleep"                       | 5:31    |  |
| 12.                                                                                | "Teenagers"                   | 3:04    |  |
| 13.                                                                                | "The Black Parade Is Dead!"   | 1:01    |  |
| 14.                                                                                | "Disenchanted"                | 4:59    |  |
| 15.                                                                                | "Famous Last Words"           | 5:10    |  |
| 16.                                                                                | "Blood" (gravação de estúdio) | 1:22    |  |
| Duração total:                                                                     | Duração total:                | 56:15   |  |

| Faixas bônus da edição em vinil |                                                    |         |  |
| N.º                             | Título                                             | Duração |  |
| 17.                             | "Kill All Your Friends" (gravação de estúdio)      | 4:28    |  |
| 18.                             | "My Way Home Is Through You" (gravação de estúdio) | 2:58    |  |
| 19.                             | "Heaven Help Us" (gravação de estúdio)             | 2:55    |  |
| Duração total:                  | Duração total:                                     | 65:56   |  |

DVD
| No Palacio de los Deportes na Cidade do México, México em 7 de outubro de 2007 |                               |         |  |
| N.º                                                                            | Título                        | Duração |  |
| 1.                                                                             | "The End."                    | 2:34    |  |
| 2.                                                                             | "Dead!"                       | 3:17    |  |
| 3.                                                                             | "This Is How I Disappear"     | 3:51    |  |
| 4.                                                                             | "The Sharpest Lives"          | 3:18    |  |
| 5.                                                                             | "Welcome to the Black Parade" | 5:06    |  |
| 6.                                                                             | "I Don't Love You"            | 3:47    |  |
| 7.                                                                             | "House of Wolves"             | 3:38    |  |
| 8.                                                                             | "Interlude"                   | 1:01    |  |
| 9.                                                                             | "Cancer"                      | 3:17    |  |
| 10.                                                                            | "Mama"                        | 5:21    |  |
| 11.                                                                            | "Sleep"                       | 5:31    |  |
| 12.                                                                            | "Teenagers"                   | 3:04    |  |
| 13.                                                                            | "The Black Parade Is Dead!"   | 1:01    |  |
| 14.                                                                            | "Disenchanted"                | 4:59    |  |
| 15.                                                                            | "Famous Last Words"           | 5:10    |  |
| 16.                                                                            | "Blood" (gravação de estúdio) | 1:22    |  |
| Duração total:                                                                 | Duração total:                | 56:15   |  |

| No Maxwell's em Hoboken, Nova Jérsia em 24 de outubro de 2007 | |         |  |
| N.º                                                           | Título | Duração |  |
| 1.                                                            | "Welcome to the Black Parade" | 5:11    |  |
| 2.                                                            | "Thank You for the Venom" | 4:23    |  |
| 3.                                                            | "Dead!" | 5:05    |  |
| 4.                                                            | "The Sharpest Lives" | 4:40    |  |
| 5.                                                            | "This Is How I Disappear" | 3:53    |  |
| 6.                                                            | "Teenagers" | 4:07    |  |
| 7.                                                            | "I'm Not Okay (I Promise)" | 4:05    |  |
| 8.                                                            | "You Know What They Do to Guys Like Us in Prison" | 4:04    |  |
| 9.                                                            | "Famous Last Words" | 5:08    |  |
| 10.                                                           | "Give 'Em Hell, Kid" | 2:45    |  |
| 11.                                                           | "House of Wolves" | 3:42    |  |
| 12.                                                           | "It's Not a Fashion Statement, It's a Fucking Deathwish"                                                                                                   | 4:38    |  |
| 13.                                                           | "I Don't Love You" | 4:27    |  |
| 14.                                                           | Sem título (nenhum título foi dado no momento de sua apresentação; no entanto, posteriormente foi confirmado que o título é "Someone Out There Loves You") | 4:19    |  |
| 15.                                                           | "Mama" | 4:45    |  |
| 16.                                                           | "Helena" | 4:54    |  |
| 17.                                                           | "Cancer" | 2:46    |  |
| Duração total:                                                | Duração total: | 68:16   |  |

## Ficha técnica
My Chemical Romance como The Black Parade
Bob Bryar — bateria
Frank Iero — guitarra rítmica, vocais de apoio
Ray Toro — guitarra solo, violão, vocais de apoio
Gerard Way — vocais principais
Mikey Way — baixo
Músicos adicionais
James Dewees — Sintetizador, teclados e percussão
Matt Cortez — violão em "The End"
Produção
Atom Rothlein – diretor
Jennifer Destiny Rothlein – produtora
Devin Sarno – produtor executivo
Kelly Norris Sarno – produtora executiva

## Posição nas paradas
| Paradas (2008)                 | Posição mais alta |
| ------------------------------ | ----------------- |
| Australian ARIA Albums Chart   | 10                |
| Austrian Albums Chart          | 24                |
| Canadian Albums Chart          | 21                |
| French SNEP Albums Chart       | 120               |
| German Albums Chart            | 51                |
| Irish Albums Chart             | 19                |
| Japanese Albums Chart          | 52                |
| New Zealand RIANZ Albums Chart | 6                 |
| Mexican Albums Chart           | 9                 |
| Portuguese Albums Chart        | 40                |
| Spanish Albums Chart           | 78                |
| Swedish Albums Chart           | 29                |
| UK Albums Chart                | 12                |
| U.S. Billboard 200             | 22                |

## Certificações
| Região | Certificação | Unidades certificadas/vendas |
| --- | ------------ | ---------------------------- |
| Reino Unido (BPI) | Prata        | 60,000‡                      |
| Estados Unidos (RIAA) | Ouro         | 50,000^                      |
| ^ As cifras de remessa são baseadas apenas na certificação. ‡ As cifras de vendas + streaming são baseadas apenas na certificação. |              |                              |

## Histórico de lançamento
| País           | Data                |
| -------------- | ------------------- |
| Canadá         | 30 de junho de 2008 |
| Reino Unido    | 30 de junho de 2008 |
| Estados Unidos | 1 de julho de 2008  |